# 审计报告
审计报告是指注册会计师按照相应的审计准则的规定，在实施审计工作的基础上对被审计单位财务报表发表审计意见的书面文件。

## 审计报告的类型
审计报告分为标准审计报告和非标准审计报告。标准审计报告为无保留意见的审计报告，非标准审计报告包括：
- 带强调段的无保留意见的审计报告；
- 保留意见的审计报告；
- 否定意见的审计报告；
- 无法表示意见的审计报告